# Millennium Interactive
Pour les articles homonymes, voir Millennium.
Millennium Interactive était une société britannique d'édition et de développement de jeu vidéo, fondée à la fin des années 1980 et basée à Cambridge. La société a essentiellement évolué sur le marché des micros 16/32 bits. Ses équipes de développement ont été récupérées en 1997 par Sony Computer Entertainment et rebaptisées Studio Cambridge. Millennium est principalement connue pour avoir édité la série James Pond et créé Creatures et MediEvil.

## Histoire
La compagnie prend son origine dans une société d'édition de logiciels éducatifs formée à Cambridge en 1984 et dont va émerger en 1987 une branche d'édition de jeux vidéo, Logotron Entertainment. À l'occasion du rachat de la maison-mère quelques mois plus tard par le groupe Pearson PLC, cette division va prendre son indépendance et finalement être rebaptisée Millennium Interactive début 1990. Le CEO Michael Hayward et le producteur/concepteur Ian Saunter comptent parmi les personnes qui ont contribué à monter la structure.
Les jeux édités par Millennium sont pour la plupart créés par de petites équipes externes. De la période Logotron, les productions du studio Astral sont les plus notables par leur caractère novateur : XOR, Archipelagos et Resolution 101. Au début des années 1990, la série James Pond , conçue par Chris Sorrell, sera adaptée sur la plupart des supports de l'époque. Les quelques jeux développés en interne, au profil plus cérébral, sont conçus par Ian Saunter, Toby Simpson ou Steve Grand : The Adventures of Robin Hood, Rome AD92: The Pathway to Power, Global Effect ou encore Diggers. Devenu programmeur de jeu vidéo par hasard, Steve Grand, commence dès 1993 à développer un projet basé sur le concept de la vie artificielle, alors connu sous le titre “Small Furry Creatures”.
Au milieu des années 1990, le secteur est en pleine mutation. Compagnie à l'envergure modeste, Millennium bataille pour résoudre des problèmes de trésorerie tout en développant ses équipes internes. À partir de 1995, la plupart de ses jeux sont édités par Psygnosis et en 1996, un partenariat est passé avec Sony Computer Entertainment. En 1996, pour développer la technologie et exploiter les produits basés sur les concepts de Steve Grand, lesquels s'étendent au-delà du domaine du jeu vidéo, les dirigeants de Millennium montent la société Cyberlife Technology. Le premier projet de Grand abouti en fin d'année : Creatures, un programme de vie artificielle publié par Mindscape sur Windows est bien accueilli.
En juillet 1997, les équipes de développement de Millennium sont revendues à Sony CE; cela représente environ 60 des 80 personnes du groupe. Rebaptisée Studio Cambridge, la division devient le second studio interne de Sony Computer Entertainment. Conçu et dirigé par Chris Sorrell, MediEvil sort en 1998 sur PlayStation et est couronné de succès. Sa suite, MediEvil II, remportera un BAFTA Interactive Awards. Studio Cambridge a ensuite développé C-12, Primal ou encore Ghosthunter. De son côté, Cyberlife Technology a déménagé dans un autre quartier de Cambridge. Au côté de la branche “entertainment”, une division de recherche appliquée fut lancée mais, en manque de viabilité, elle sera fermée en 1999, précipitant le départ de Steve Grand. Rebaptisée Creatures Labs, la société a développé d'autres titres dans la série Creatures avant de faire banqueroute en 2003. Gameware Developpement a récupéré les droits de la société.

## Productions

### Logotron Entertainment
- 1987 - Xor
- 1988 - Quadralien
- 1988 - Sargon III
- 1988 - Star Goose
- 1989 - Archipelagos
- 1989 - Eye of Horus, The
- 1989 - Prospector in the Mazes of Xor
- 1989 - Starblaze
- 1990 - Bad Company

### Millennium Interactive
- 1990 - Kid Gloves
- 1990 - Cloud Kingdoms
- 1990 - James Pond: Underwater Agent
- 1990 - Manix
- 1990 - Resolution 101
- 1990 - Thunderstrike
- 1990 - Warlock: The Avenger
- 1990 - Yolanda: The Ultimate Challenge
- 1991 - The Adventures of Robin Hood
- 1991 - Horror Zombies from the Crypt
- 1991 - James Pond 2: Codename RoboCod
- 1991 - Moonshine Racers
- 1991 - Stormball
- 1992 - The Aquatic Games
- 1992 - Global Effect
- 1992 - Kid Gloves II: The Journey Back
- 1992 - Rome AD92: The Pathway to Power
- 1992 - Steel Empire
- 1993 - Brutal Football: Brutal Sports Series
- 1993 - Diggers
- 1993 - Morph
- 1994 - James Pond 3: Operation Starfish
- 1994 - Mr Blobby
- 1994 - Super Troll Islands
- 1994 - Vital Light
- 1994 - Wild Cup Soccer
- 1995 - Bangboo
- 1995 - Daughter of Serpents
- 1995 - Defcon 5
- 1995 - Diggers 2: Extractors (ou Extractors: The Hanging Worlds of Zarg)
- 1995 - Pinkie
- 1995 - SilverLoad
- 1996 - Deadline
- 1997 - Frogger

### Studio Cambridge
- 1998 - MediEvil
- 2005 - MediEvil Resurrection

### Cyberlife Technology/Creatures Labs
- 1996 - Creatures (jeu vidéo, 1996)
- 1998 - Creatures 2
- 1999 - Creatures 3
- 1999 - Creatures Adventures
- 2001 - The Amazing Virtual Sea Monkeys
- 2001 - Dig Dug Deeper
- 2001 - James Pond: Codename: RoboCod (portage GBA)
- 2001 - Ms. Pac-Man: Quest for the Golden Maze
- 2002 - Pac-Man All-Stars
- 2002 - Silent Hill 2: Director's Cut (portage Windows)